# Famille de Nobili de Montepulciano
Pour les articles homonymes, voir Famille De Nobili.
La famille de Nobili de Montepulciano, De'Nobili ou tout simplement Nobili est une ancienne famille de la haute noblesse italienne originaire de la ville d'Orvieto mais s'étant déplacée à Montepulciano en 1460. Elle prétendait descendre des empereurs Ottoniens.
La famille posséda les fiefs d'Orvieto, de Montalcino, d'Ancône, de Civitella di Romagna et de Cesena puis, à la suite d'un mariage avec un membre de la famille du pape Jules III, elle occupa plusieurs postes ecclésiastiques d'importance. Un cardinal au XVIe siècle et un missionnaire jésuite au XVIIe siècle sont issus des de Nobili di Montepulciano. La famille s'éteint en 1713.

## Origine
La famille de Nobili portait anciennement le nom de de'Guidoni. Elle descendait d'un noble saxon, fils ou cousin de l'empereur Otton III du Saint-Empire, ou Otton Ier du Saint-Empire, qui s'établit à Civitella di Romagna et devint seigneur, ainsi que sa descendance pendant un siècle, de cette ville,. Comme le rappelle Parigi dans son livre sur le cardinal Roberto de Nobili : « Col terzo de'sovrani di tal nome, e discendente dal sangue stesso reale, vuolsi che in Italia venisse, e nel paese di Civitella in Romagna prendesse stanza la casata detta prima de'Guidoni poscia de Nobili » (« Avec le troisième des souverains de ce nom [Otton], et descendant de ce même sang royal, arrivèrent en Italie [les de Nobili], et que dans le village de Civitella in Romagna naquit la famille de'Guidoni plus tard de Nobili »).

## Montée en puissance

### Les de Nobili d'Orvieto
Le premier de Nobili connu fut Manente de Nobili, gouverneur d'Orvieto en 1017,,. C'est en effet dans cette ville que la famille de Nobili s'était transférée. Après Manente et pendant près de trois siècles, dix générations se succédèrent avec les titres de gouverneurs ou de capitaines du peuple d'Orvieto,. Les de Nobili devinrent ainsi de plus en plus puissants de sorte que même deux siècles après avoir quitté Orvieto, ils y conservaient encore un palais et la domination sur plusieurs villes et châteaux dont celle de Montalcino.
Une branche de la famille se serait déplacée à Scansano durant le XIIIe siècle, devenant les De Nobili de Cotone, et dont les descendants prétendaient être cousins des De Nobili de Montepulciano. Ils possédèrent le château de Cotone ainsi que celui voisin de Montepò, jusqu'à ce que ces deux châteaux passent sous la domination de Sienne au XIVe siècle. Parmi les membres de cette branche on compte notamment Abonito de'Nobili del Cotone, qui fut podestat de Prato en 1297. Selon la tradition familiale, les Cottone de Sicile, qui obtinrent le titre de princes de Castlenuovo et Villarmosa, seraient aussi liés à la famille. La famille espagnole des Cotoner, dont fit partie le grand maître Rafael Cottoner y de Oleza, prétendait aussi par la même occasion être rattachée au De Nobili de Montepulciano.

### Les premiers de Nobili de Montepulciano
En 1460, Guido de Giovanni de Nobili, fils de Giovanni de Nobili, fatigué par les ennuis de la cour, partit vivre avec sa famille à Montepulciano,. Il y fut adopté par Andrea di Bartolommeo di Mamo et hérita ainsi de ses propriétés. Guido eut quatre fils : Pier Francesco, Andrea, Giovan Gandolfo et Roberto de Nobili.
Roberto de Nobili, fils de Guido, épousa Lodovica Ciocchi del Monte (sœur du pape Jules III et membre de la famille des comtes de Monte San Savino). Profitant de cet illustre mariage, il devint noble de Montepulciano et châtelain d'Ancône. Roberto de Nobili et Lodovica Ciocchi del Monte eurent quatre enfants : Pier Francesco, Roberto, Vincenzo (ca. 1515 - 1560) et Maria Maddalena.
Monseigneur Pier Francesco de Nobili, fils de Roberto de Nobili et Lodovica Ciocchi del Monte, fut un prélat catholique ayant occupé d'importants postes. Il fut protonotaire apostolique, vice-légat de Parme et de Plaisance, gouverneur de Cesena et archiprêtre de Montepulciano,.
Roberto de Nobili, fils de Roberto de Nobili et Lodovica Ciocchi del Monte, suivit la tradition familiale des Del Monte et devint docteur en lois civiles et canoniques. Aucun renseignement n'est connu sur sa vie privée,.

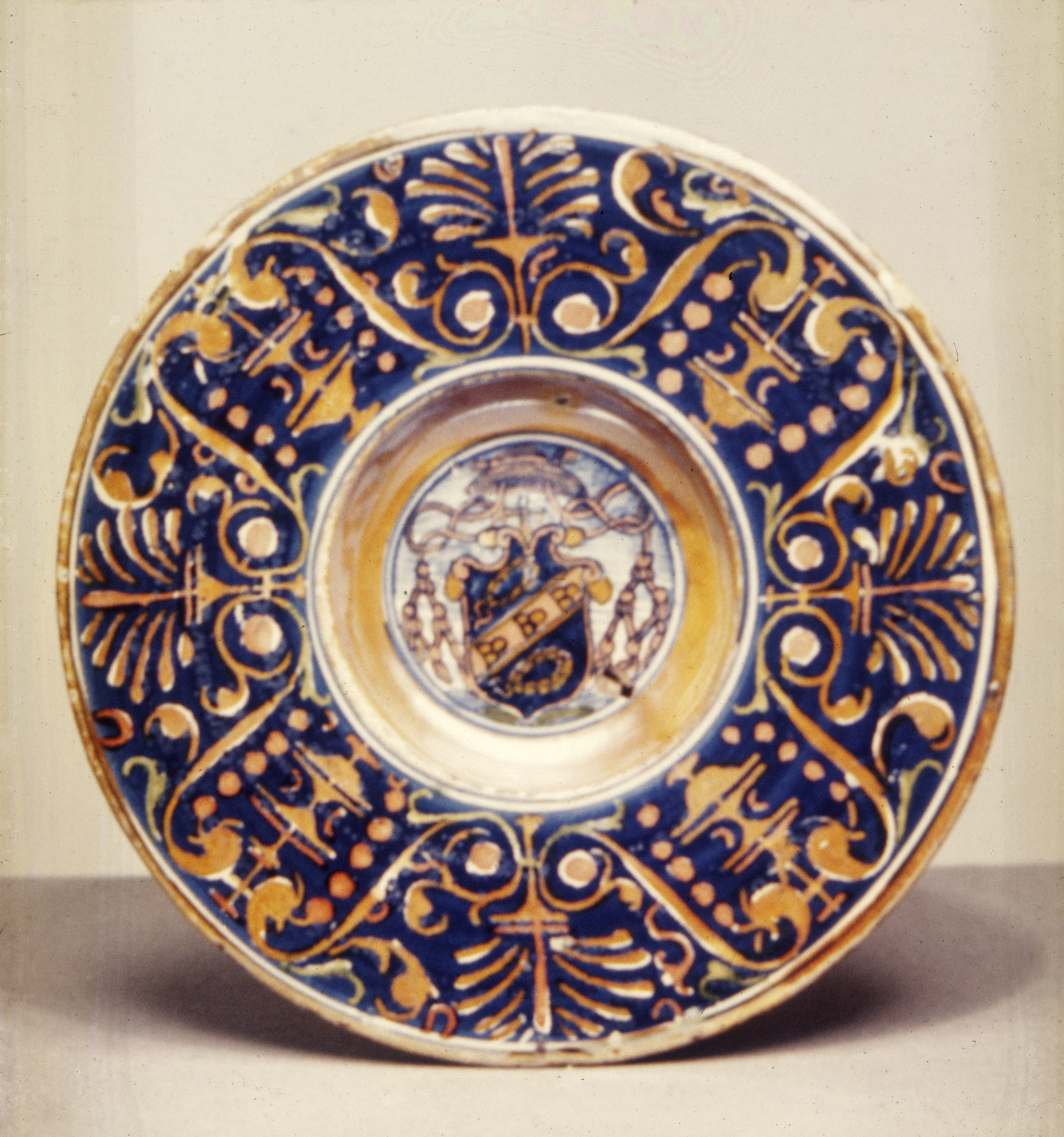
Blason des Ciocchi del Monte par Giorgio Andreoli.
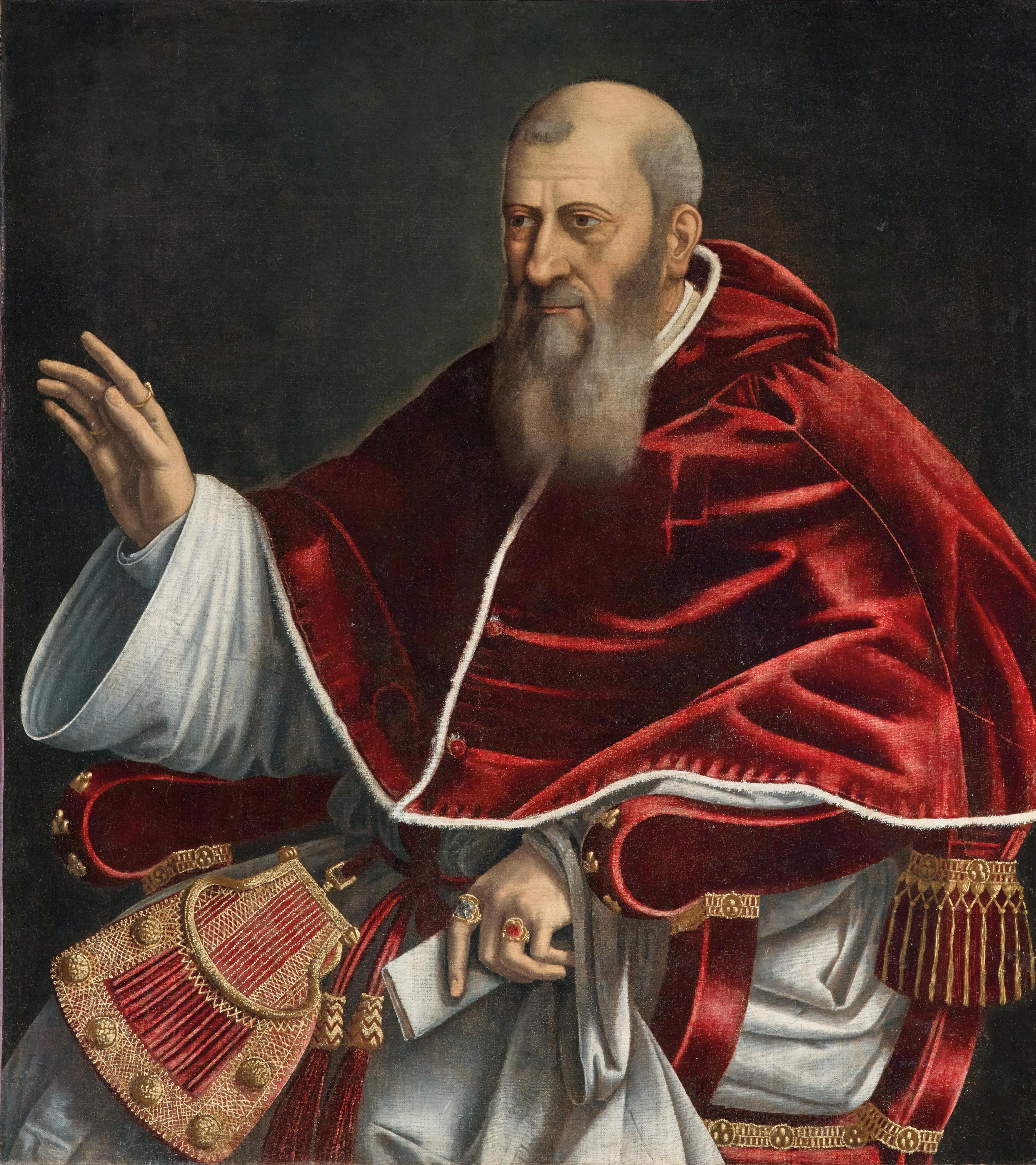
Le pape Jules III (1487-1555).
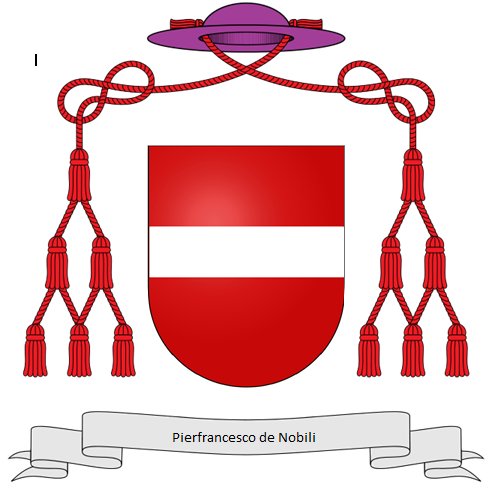
Blason du protonotaire apostolique Pier Francesco de Nobili.

## Apogée

### Vincenzo de Nobili

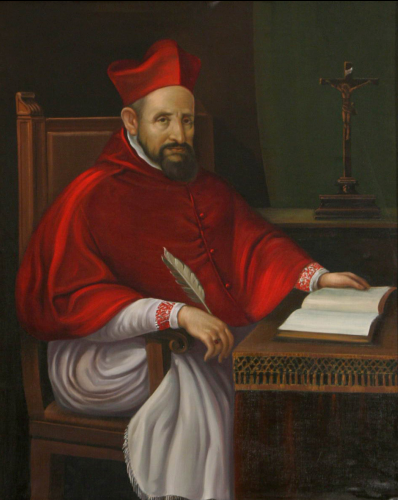
Cardinal Robert Bellarmin (1542-1621).

Vincenzo de Nobili (ca. 1515, Montepulciano - 1560, Rome), noble de Montepulciano, profite de la renommée puis du népotisme de son oncle, le pape Jules III, pour obtenir plusieurs charges militaire et civiles. Il devient ainsi gouverneur d'Ancône puis seigneur de Civitella di Romagna, titre par la suite augmenté en Comte,,.
En 1551, au début de la guerre contre Octave Farnèse, duc de Parme et Plaisance, Vincenzo se trouvait à Fano, dans les Marches, en train de lever des troupes. Le 6 juin, Jules III nomme Ferdinand Ier de Guastalla commandant suprême des troupes pour les guerres de Mirandola et Parme et ses deux neveux, Giovanni Battista Del Monte et Vincenzo de Nobili, commandants des troupes pontificales. Vincenzo devient donc Général de la cavalerie pontificale pendant les guerres de Mirandola et Parme. Sa première charge fut de se rendre aux alentours de Parme entre le 21 et le 25 juin pour rejoindre Pierre Strozzi (1510 - 1558). Il combattit ensuite au côté du condottiere Alessandro Vitelli le 18 juillet pour essayer d'intercepter les troupes d'Horace Farnèse, duc de Castro, qui partaient de Mirandola pour rejoindre celles de Parme. Le 29 août 1551, il rencontre Paul de La Barthe de Thermes, gouverneur militaire de Paris, lors d'une entrevue à Mirandola en vue de discuter de la paix avec les ducs de Parme,.
En 1552, Vincenzo retourne habiter à Ancône dont il est le gouverneur. En 1553, il part de Florence avec 500 fantassins pour combattre la république de Sienne au côté de son cousin par les Del Monte, le condottiere Ascanio della Corgna. Cette guerre sera à l'origine de la chute de la république de Sienne. Il retourne ensuite à Rome auprès de son oncle le pape. La même année, dans le cadre des pourparlers entre le souverain pontife et Sienne, Vincenzo de Nobili est proposé par Jules III comme gouverneur neutre de Sienne mais cette charge lui est refusée par les français qui ne le considère pas impartial. En 1554, il est nommé Général de l'Infanterie de la guerre contre Sienne par le grand-duc Cosme Ier de Toscane. Le 25 mai, dirigeant 3 000 soldats, il unit ses troupes à presque autant d'hommes espagnols et allemands dont il prend les commandes. Il est ensuite nommé capitaine des armées impériales. Vers la mi-juillet, il participe à la première grande bataille entre les armées de Sienne et celles papales et de Toscane, la bataille de Sant'Abbondio. Dirigeant Sienne, il ne participera donc pas à la bataille de Marciano le 2 août 1554,.
En novembre 1554, il abandonne la guerre et rentre vivre à Montepulciano. Son oncle Jules III meurt en mars 1555 et la position de Vincenzo devient donc plus fragile. C'est pour cette raison qu'il cherche à renforcer la protection de Cosme Ier de Toscane en envoyant son fils, le cardinal Roberto de' Nobili à la cour de celui-ci. Alors qu'il est à Rome en 1559, il tombe malade de la goutte. Il meurt à l'âge de quarante-cinq ans, en 1560, à Rome,. Une pierre tombale est érigée en son honneur dans l'église San Bernardo alle Terme.
Il fut le père de cinq enfants mais les sources diffèrent sur l'identité de sa femme. Elle serait soit Maddalena de Barbolani,, soit une sœur du cardinal Robert Bellarmin (1542 - 1621) et donc nièce du pape Marcel II,,. Maddalena de Barbolani faisait partie de la famille des comtes de Montauto et elle était la fille de Antonio de Barbolani (1484-1513) et de Simona Della Doccia.

### Descendance de Vincenzo de Nobili

#### Caterina de Nobili - Sforza
Caterina de Nobili (1535, Montepulciano - 12 décembre 1605, Rome) fut le premier enfant de Vincenzo et Maddalena de Barbolani. Elle naît à Montepulciano aux alentours de 1535. Le 18 janvier 1553, elle épousa Sforza Ier Sforza de Castell'Arquato (1520-1575), marquis de Castell'Arquato, 5° comte souverain de Santa Fiora et chevalier de l'ordre de la Toison d'or depuis 1556. Il a presque quinze ans de plus qu'elle et elle est sa seconde épouse après Luigia Pallavicino.
Sforza Ier Sforza de Castell'Arquato est un des condottieri parmi les plus fameux de son époque, il était le capitaine général de la cavalerie italienne et espagnole, envoyé par l'empereur Charles Quint à Florence pour porter secours à Cosme Ier de Toscane. Peu de temps après la fin de la guerre contre Sienne, il est nommé gouverneur de cette même ville. Il est ensuite envoyé par le pape Pie V pour aider le roi Charles IX de France durant la bataille de Moncontour contre les huguenots. Il participe aussi à la bataille de Lépante en tant que conseiller de Juan d'Autriche.
Après son mariage avec Sforza, Caterina de Nobili réside pendant deux ans à Rome mais à la mort en 1555 de son grand-oncle le pape Jules III, elle commence à suivre les déplacements de son mari, d'abord en Toscane puis à Parme où la Famille Sforza possédait un palais et plusieurs fiefs qui sont érigés en marquisat en 1567 avec le titre de Marquis de Castell'Arquato. En 1568, Caterina devient la marraine de Marguerite Farnèse (1567-1643), fille du duc Alexandre Farnèse (1545-1592) et future épouse du duc de Mantoue Vincent Ier de Mantoue.
Elle vécut une grande partie de sa vie à Parme où elle éleva ses enfants : Costanza Sforza (née en 1558), le futur cardinal Francesco Sforza (1562-1624) et Francesco Sforza di Varzi, comte de Cotignola et marquis de Varzi. Elle eut deux autres enfants morts en bas âge : Bosio et Vincenzo Sforza.
Lorsque Sforza Ier Sforza meurt le 21 octobre 1575, Caterina de Nobili abandonne Parme et la Lombardie pour partir vivre à Rome, à proximité de sa famille, où elle vécut jusqu'à sa mort. Son déplacement à Rome est surtout motivé par le mariage organisé par le cardinal Alessandro Sforza, frère de Sforza Ier, entre sa fille Costanza et Giacomo Boncompagni (1548 - 1612), duc de Sora et fils du Pape Grégoire XIII. Caterina et sa fille Costanza, alors âgée de 17 ans, arrivent donc à Rome le dernier jour du mois de février 1576 et les noces sont célébrées le 1er mars de la même année. Peu de temps après le mariage, Caterina de Nobili part habiter dans son palais de la via Giulia, dans le centre historique de Rome, puis sur l'Esquilin où la famille Sforza possédait un palais à proximité de l'église Santa Lucia in Selci.
Dans les années 1580, elle a pour confesseur et ami Philippe Néri, futur saint catholique et fondateur de la Congrégation de l'Oratoire. Un jour de 1584 où son fils le cardinal Francesco Sforza était tombé gravement malade, elle appela Néri à son chevet et celui-ci prédit qu'il serait guéri en moins de deux jours, et c'est ce qu'il advint. C'est pour cette raison que Caterina de Nobili fut appelée à témoigner lors du procès de canonisation de Philippe Néri le 17 octobre 1595.
Un des premiers actes de piété de Caterina de Nobili fut d'ériger en 1593 une chapelle dédiée à la Madone du Carmelo dans la basilique Saint-Martin de Rome puis de faire un don de 300 écus à cette même basilique l'année suivante. À la fin des années 1580, elle entre en contact avec Jean de La Barrière, fondateur des moines cisterciens réformés, qui sera en 1592 condamné par le tribunal ecclésiastique de l’Église catholique romaine et suspecté d'hérésie. De La Barrière fut emmené en prison à Rome avec l'ordre de se présenter tous les mois devant le tribunal. La de Nobili demanda ardemment la révision du procès et grâce à l'aide du cardinal Robert Bellarmin, son ami et peut-être même son oncle, le pape Clément VIII dut réhabiliter Jean de La Barrière peu de temps avant sa mort advenu le 25 avril 1600.
Le 4 mai 1593, Caterina achète aux moines chartreux pour 10 000 écus les terrains des Thermes de Dioclétien, alors appelés Orti Belleiani, en référence à son ancien propriétaire le cardinal Jean du Bellay (1492-1560). Elle offrit par la suite ces terres à Jean de La Barrière pour qu'il y construise un monastère et en attendant, elle y fit construire une chapelle en honneur à Catherine de Sienne et une autre en honneur à Catherine d'Alexandrie et aussi une petite maison à proximité où Jean de La Barrière habita de 1596 à 1598, année où fut terminée la construction du monastère.
Jean de La Barrière meurt en 1600 et Caterina le fait alors enterrer dans l'église San Bernardo alle Terme et à l'intérieur de cette même église elle fait accrocher au mur des plaques commémoratives en l'honneur de certains membres de sa famille tels que son grand-oncle le pape Jules III, son frère le cardinal Roberto de' Nobili, sa grand-mère Lodovica Ciocchi del Monte, son père, sa mère et son mari, de telle manière qu'en raison de la forme circulaire de l'église, celle-ci prit l'aspect d'un petit panthéon. Elle commanda entre autres plusieurs peintures à Tommaso Laureti qui servirent à orner l'église.
Caterina de Nobili tomba malade à la fin de l'année 1605. En supportant ses mauvaises conditions, elle dicta son testament le 5 décembre 1605 en présence du cardinal Robert Bellarmin dans lequel elle nommait son fils le cardinal Francesco Sforza comme héritier universel. Elle légua aussi 4 000 écus à sa fille Costanza et une rente de 20 écus par mois pour les moines de l'église San Bernardo alle Terme de laquelle devait s'acquitter son fils jusqu'à sa mort.
Caterina décède le 12 décembre 1605, à l'âge de 70 ans, environ une semaine après avoir dicté ses dernières volontés. La nuit même, son corps fut transporté jusqu'à l'église San Bernardo alle Terme où elle est enterrée.

##### Collections privées
Outre ses larges donations envers les religieux, Caterina de Nobili fut aussi une mécène s'étant composée une grande collection d’œuvres d'art, pour la plupart des tableaux. Ainsi, elle possédait parmi ses œuvres : la Sposalizio mistico di s. Caterina du Corrège que lui avait offert son ami le cardinal Luigi d'Este le 15 mai 1582, deux Madone du Parmigianino, la Decollazione del Battista attribué à Andrea del Sarto ou à Léonard de Vinci et La Fornarina de Raphaël. À propos de ces deux derniers tableaux, il est intéressant de noter qu'elle refusa toute sa vie de le vendre au duc de Mantoue bien que celui-ci ait même envoyé un émissaire, Ludovico Cremaschi, auprès d'elle en février 1597. Celui-ci ne réussit pas à la convaincre et envoya donc une lettre à son maître dans laquelle il affirmait qu'elle n'était qu'une « vieille décrépite retirée du monde qui gardait auprès d'elle des œuvres de grande valeur pour seule consolation de sa fatigante vie »,. Il est très probable que son fils le cardinal Francesco Sforza ait finalement vendu ou donné le tableau de Raphaël à la famille Barberini, en effet, elle comptait cette œuvre parmi ses collections dès 1624.

#### Cardinal Roberto de'Nobili
Monsieur le Cardinal.
Ayant présentement depésche l'abbé Sainct Ferme pour retourner par de la, je lui aie bien voulu donner charge expresse de vous visiter de ma part, et vous dire de mes nouvelles, vous priant sur ce le croire comme vous vouldriez faire moi memes, et je vous supplirai le Createur, Monsigneur le Cardinal, qui vous aye en sa saincte et digne garde.
Escript a la Houssaye le 17 juillet 1556. »
— Henri II de France, Lettre à Roberto de'Nobili
Le cardinal Roberto de' Nobili, en latin Robertus de Nobilibus, (1541, Montepulciano - 1559, Rome) fut le second enfant et le premier fils de Vincenzo et Maddalena de Barbolani.
Dans sa jeunesse, il a pour précepteur Giulio Poggiani, Ottavio Pantagato, et Girolamo Ponzio. À l'âge de dix ans, il connaissait déjà le grec et le latin et prenait des cours de philosophie, de littérature et d'écriture. Lorsqu'il décide d'embrasser une carrière religieuse, il abandonne s'est droit de prétention aux titres de son père au profit de son frère Pierfrancesco de Nobili (1548 - 1592), Marquis de Civitella.
Alors qu'il a douze ans, son oncle Jules III est élu pour occuper la charge pontificale, et sa famille part habiter à Rome. La même année, il est créé cardinal par son oncle, le pape Jules III lors du consistoire du 22 décembre 1553. Il était déjà clerc d'Arezzo et abbé commendataire de Spinetta.
Le cardinal de' Nobili participe au premier conclave de 1555, lors duquel Marcel II, qui était peut-être son grand-oncle paternel, est élu ainsi qu'au second (élection de Paul IV). À plusieurs occasions il veut renoncer au cardinalat pour entrer dans un ordre religieux, mais son confesseur, le jésuite espagnole Juan Alfonso de Polanco, le persuade de rester cardinal.
Il meurt le 18 janvier 1559, à Rome, à l'âge de 17 ans. Il sera enterré dans la chapelle des Del Monte dans l'église San Pietro in Montorio à Rome. Ses entrailles sont placées dans la chapelle de San Francesco dans l'église San Bernardo alle Terme.

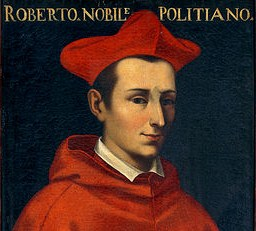
Cardinal Roberto de' Nobili (1541-1559).
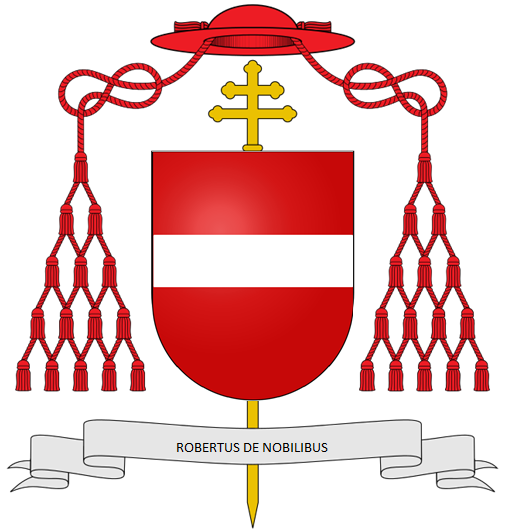
Blason du cardinal Roberto de' Nobili[17].

#### Autres enfants

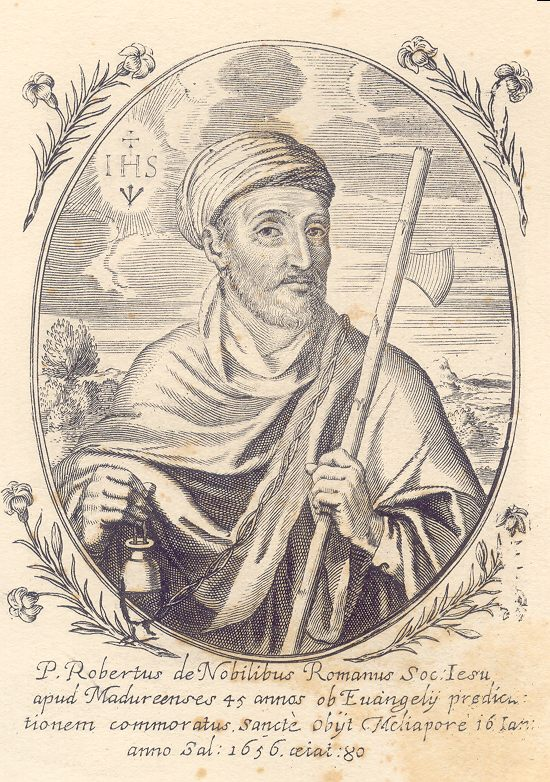
Missionnaire jésuite Roberto de Nobili (1577-1656).

Pierfrancesco (ou Pier Francesco) de Nobili (1548 - 1592) fut le premier fils de Vincenzo et Maddalena. Il hérita du titre de marquis de Civitella di Romagna et occupa le poste de colonel dans la guerre contre les huguenots. Cela lui valut d'être décoré chevalier de l'ordre de Saint-Michel par le roi Henri III de France. Il combattit à la bataille de Lépante en 1571 auprès de son beau-frère Sforza Ier Sforza de Castell'Arquato. Il est le premier propriétaire connu des terrains qui devinrent par la suite ceux de la Villa Spada qu'il avait acheté pour 2000 écus. Il épousa Clarice Ceoli ou Oceoli et fut le père du missionnaire jésuite Roberto de Nobili (1577, Rome - 1656, Madras), de Francesco Vincenzo de Nobili, de Maddalena de Nobili, de Sforza de Nobili et de Vincenzo de Nobili, Marquis de Civitella.
Giulia de Nobili est la quatrième enfant de Vincenzo et Maddalena de Barbolani.
Vincenzo de Nobili et Maddalena de Barbolani eurent encore deux autres fils : Aurelio et Guido de Nobili, tous deux mis au service ecclésiastique. Aurelio devient abbé de Spineto en 1559 puis fut diplômé docteur de l'université de Padoue en 1573. Le second, Monseigneur Guido, fut abbé de Val-di-Tolle en Lombardie et chambrier secret du pape Grégoire XIII,. Il aurait pu obtenir le titre cardinalice mais il préféra se retirer à Montepulciano où il dépensa sa fortune à enrichir et à reconstruire les nombreuses églises de la ville. Les peintures de la voûte surmontant l'autel majeur de l'église San Biagio, le portique en pierre de travertin de l'église Santa Maria delle Grazie, les peintures du cloître de l'église de Sant'Agnese, un fameux tableau réalisé par Le Corrège dans l'église Santa Maria, plusieurs tableaux dans l'église de Fontecastello et une libraire offerte au couvent de cette même église, sont tous dû à la piété de Guido de Nobili.

## Déclin et extinction

### Les de Nobili de Rome
Maddalena de Nobili, fille de Pierfrancesco de Nobili et Clarice Ceoli, épousa Maerbale Orsini, noble romain, 1er duc de Bomarzo et 1er marquis della Penna, Collepiccolo et Castelvecchio.
Francesco Vincenzo de Nobili, fils de Pierfrancesco de Nobili et Clarice Ceoli, fut nommé chevalier de Malte, le 10 octobre 1597 sous le nom de Vincenzo De Nobili de Rome. Il meurt jeune pendant la guerre de Quatre-Vingts Ans en Flandre,.
Monseigneur Sforza de Nobili, fils de Pierfrancesco de Nobili et Clarice Ceoli, fut Abbé de Spineto et de Val-di-Tolle puis protonotaire apostolique et secrétaire de la Chambre apostolique. Il obtint ensuite le titre de vice-légat de Ferrare, et il aurait même pu obtenir celui de cardinal s'il n'était pas mort dans la fleur de l'âge.
Vincenzo de Nobili (1589-1649), marquis de Civitella et fils de Pierfrancesco de Nobili et Clarice Ceoli, fit construire la villa Nobili, plus tard villa Spada, à Rome, en 1639. Il eut un fils avec Leonora Orsini : Roberto de Nobili. En 1646, il fit construire la Chapelle San Francesco dans l'église San Bernardo alle Terme, qui avait été auparavant construite par sa tante Caterina Sforza de Nobili, et à la mort de sa veuve, un buste de Vincenzo et quatre autres bustes de la famille furent légués à l'église.
Roberto de Nobili, fils de Vincenzo et Leonora, épousa en premières noces Maria Innocenza Marescotti, sœur du cardinal Galeazzo Marescotti, et en secondes la Marquise Lucrezia Naro. Il vendit la Villa Spada (alors Villa Nobili) à la famille Spada. Dernier membre survivant de la famille de Nobili, il meurt en 1713.

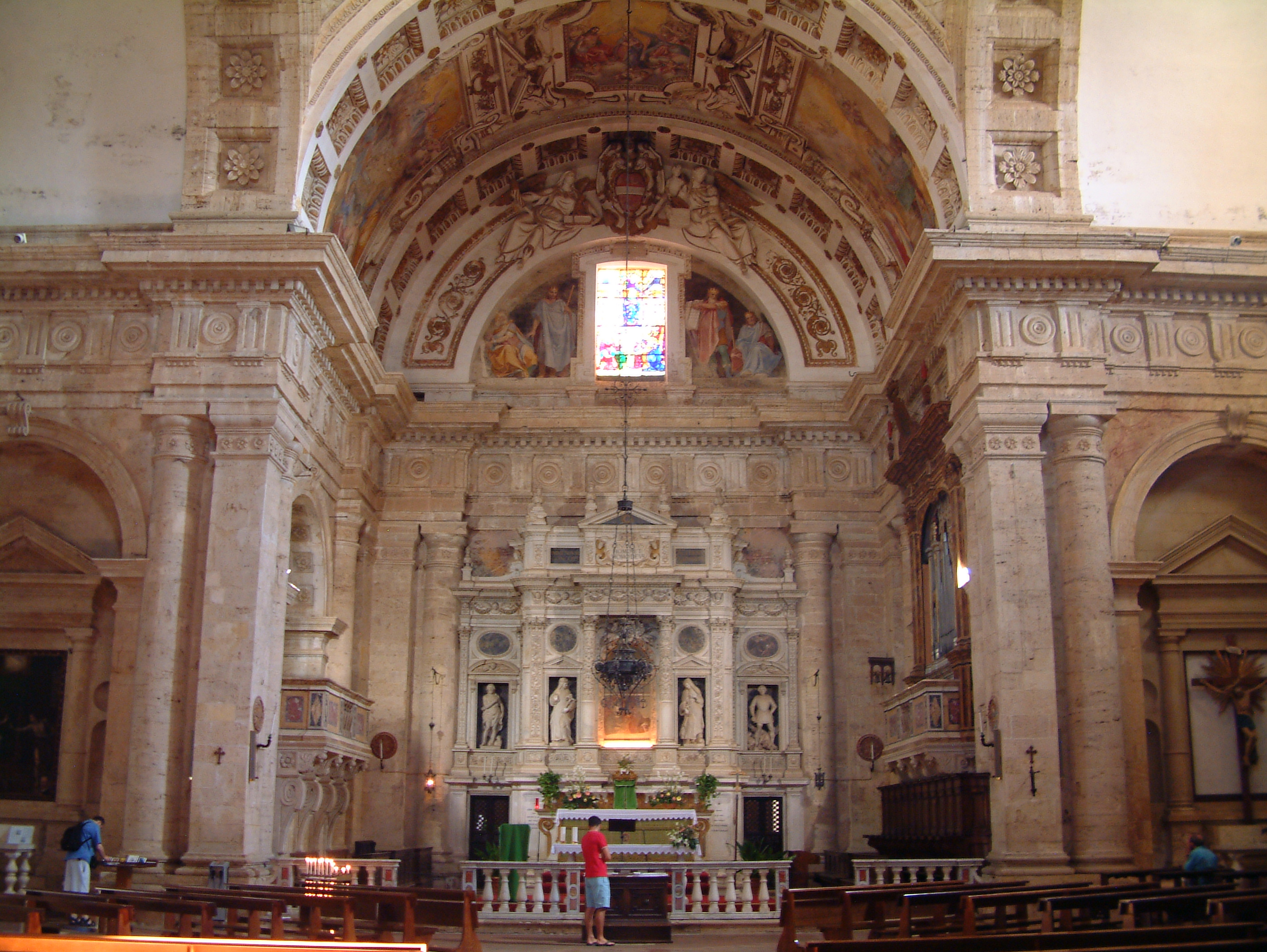
Autel de l'église San Biagio bâti par les de Nobili.
Blason de la famille Orsini.
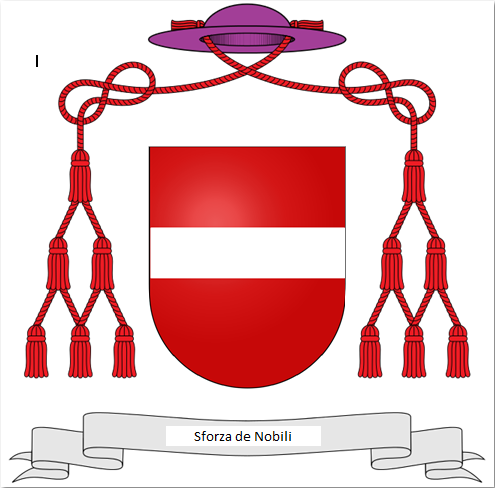
Blason du protonotaire apostolique Monseigneur Sforza de Nobili.

### Les héritiers
Après l'extinction de la famille de Nobili de Montepulciano, ses biens, ses titres et ses terres passèrent à la famille Aldovrandi de Bologne puis, de celle-ci, aux deux familles Colonna de Rome et Malvasia de Bologne.

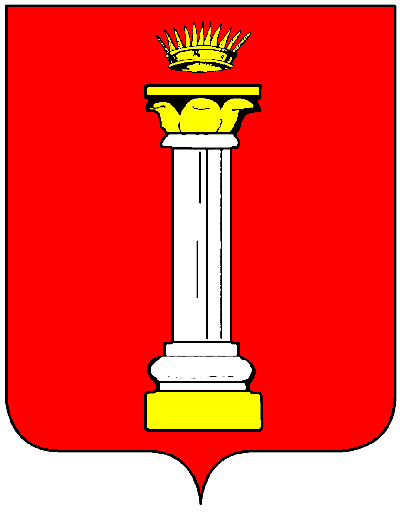
Blason de la famille Colonna de Rome.
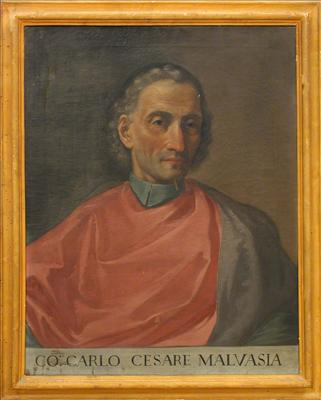
Comte Carlo Cesare Malvasia (1616 - 1693).

## Généalogie
- Giovanni de Nobili
  - Guido di Giovanni de Nobili (v. 1460)
    - Pier Francesco de Nobili
    - Andrea de Nobili
    - Giovan Gandolfo de Nobili
    - Roberto de Nobili, noble de Montepulciano et châtelain d'Ancône
x Lodovica Ciocchi del Monte
      -  Pier Francesco de Nobili, protonotaire apostolique, vice-légat de Parme et de Plaisance, gouverneur de Cesena et Archiprêtre de Montepulciano
      - Roberto de Nobili, docteur en lois civiles et canoniques
      - Maria Maddalena de Nobili
      - Vincenzo de Nobili (ca. 1515, Montepulciano - 1560, Rome), noble de Montepulciano, gouverneur d'Ancône, seigneur puis marquis de Civitella di Romagna, général de l'Infanterie de la guerre contre Sienne, général de la cavalerie pontificale et Capitaine des armées impériales
x Maddalena de Barbolani ou ?? Bellarmino (sœur du cardinal Robert Bellarmin et nièce de Marcel II)
        - Caterina de Nobili (1535, Montepulciano - 12 décembre 1605, Rome)
x Sforza Ier Sforza de Castell'Arquato (1520-1575), marquis de Castell'Arquato, 5e comte souverain de Santa Fiora et chevalier de l'ordre de la Toison d'or en 1556
        -  Cardinal Roberto de' Nobili (1541, Montepulciano - 1559, Rome), cardinal-diacre de S. Maria in Domnica
        - Pierfrancesco (ou Pier Francesco) de Nobili (1548 - 1592), marquis de Civitella di Romagna, colonel, chevalier de l'ordre de Saint-Michel
x Clarice Ceoli (ou Oceoli)
          - Roberto de Nobili (1577, Rome - 1656, Madras), missionnaire jésuite
          - Francesco Vincenzo de Nobili, chevalier de Malte
          -  Sforza de Nobili, abbé de Spineto et de Val-di-Tolle, protonotaire apostolique, secrétaire de la Chambre apostolique, vice-légat de Ferrare
          - Maddalena de Nobili
x Maerbale Orsini, noble romain, 1er duc de Bomarzo et 1er marquis della Penna, Collepiccolo et Castelvecchio
          - Vincenzo de Nobili (1589-1649), marquis de Civitella di Romagna
x Leonora Orsini
            - Roberto de Nobili (mort en 1713)
x Maria Innocenza Marescotti
x Marquise Lucrezia Naro

        - Giulia de Nobili
        - Aurelio de Nobili, abbé de Spineto et docteur de l'université de Padoue en 1573
        - Guido de Nobili, abbé de Val-di-Tolle en Lombardie et chambrier secret du pape Grégoire XIII

## Palais et résidences
- Palazzo de Nobili d'Orvieto
- Château de Montalcino
- Villa Spada : située sur le Janicule, à Rome, elle fut construite en 1639 par l'architecte Francesco Baratta pour Vincenzo de Nobili (1589-1649). Elle deviendra plus tard une propriété de la famille Spada[3].
- Palazzo Nobili-Tarugi : situé face à la Cathédrale de Montepulciano, il est attribué à Antonio da Sangallo le Vieux (même si certains historiens modernes l’attribue dorénavant à Jacopo Barozzi da Vignola) qui l'aurait bâti au début du XVIe siècle. Il fut à l'origine la résidence des de Nobili de Montepulciano puis celle de la famille Tarugi.
- Palazzo de Caterina de Nobili : palais situé en Via Giulia, dans le centre historique de Rome, où vécut Caterina de Nobili en 1576, peu de temps après le mariage de sa fille avec le fils du pape Grégoire XIII.

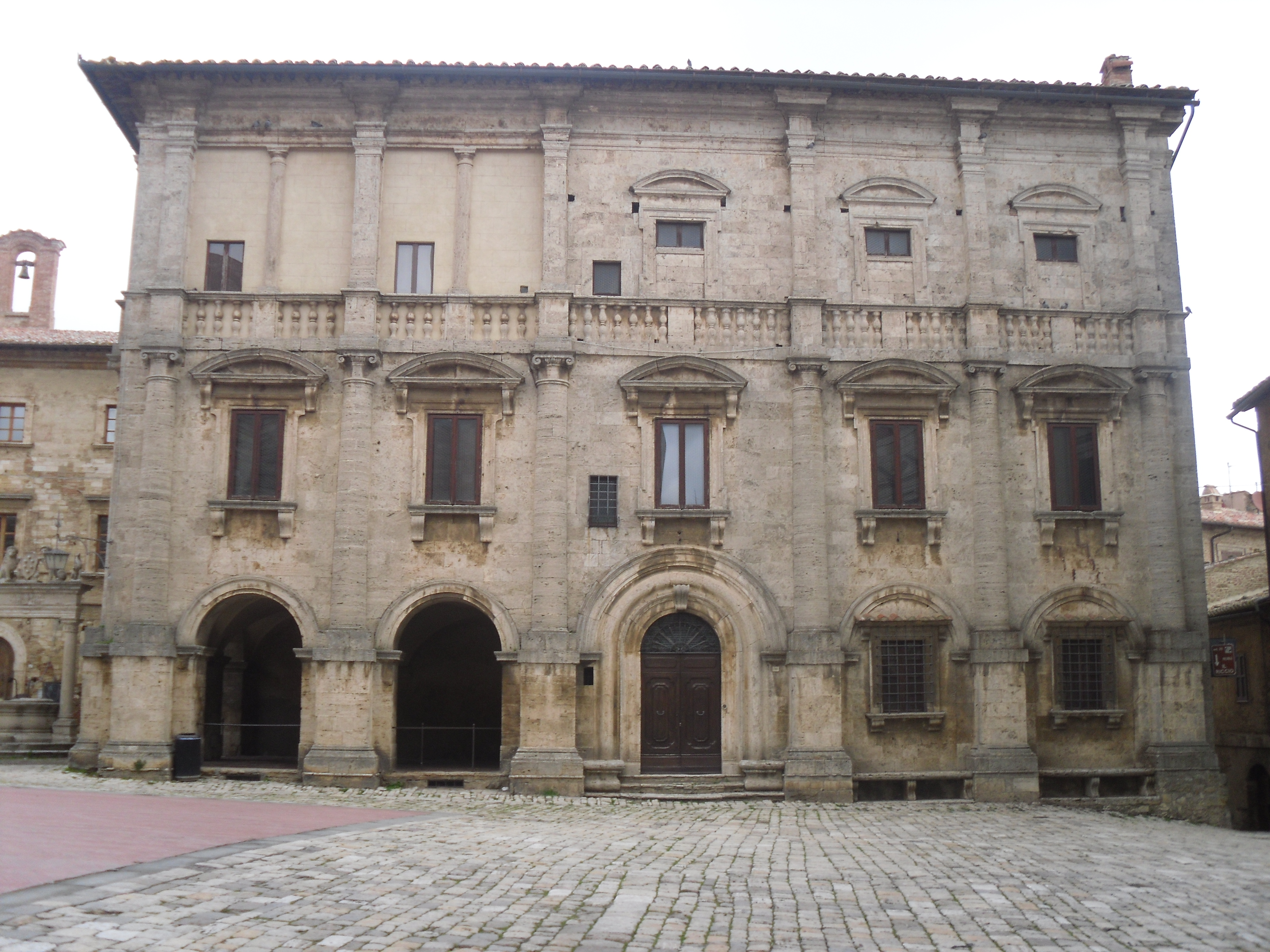
Palazzo Nobili-Tarugi.
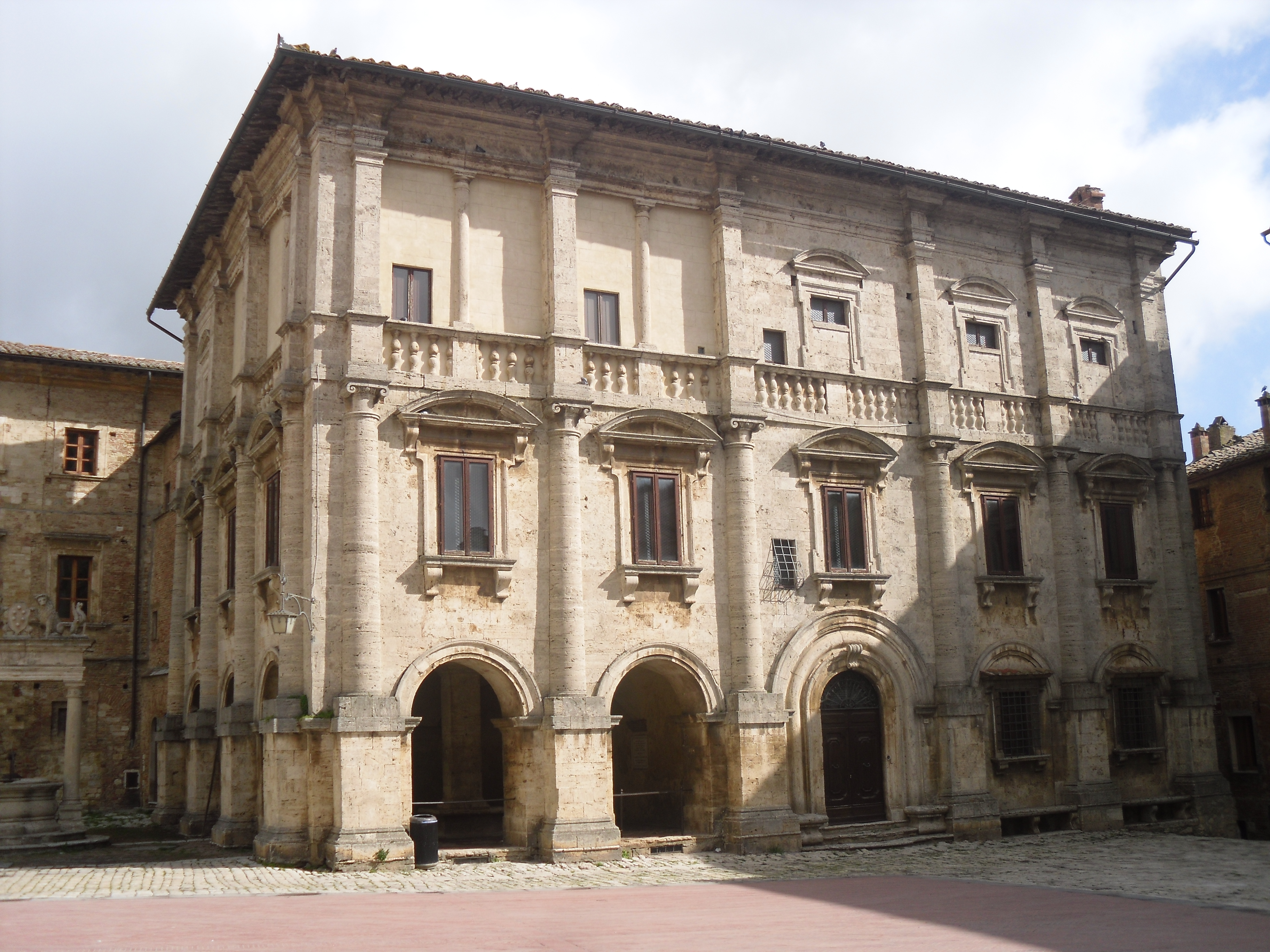
Palazzo Nobili-Tarugi.
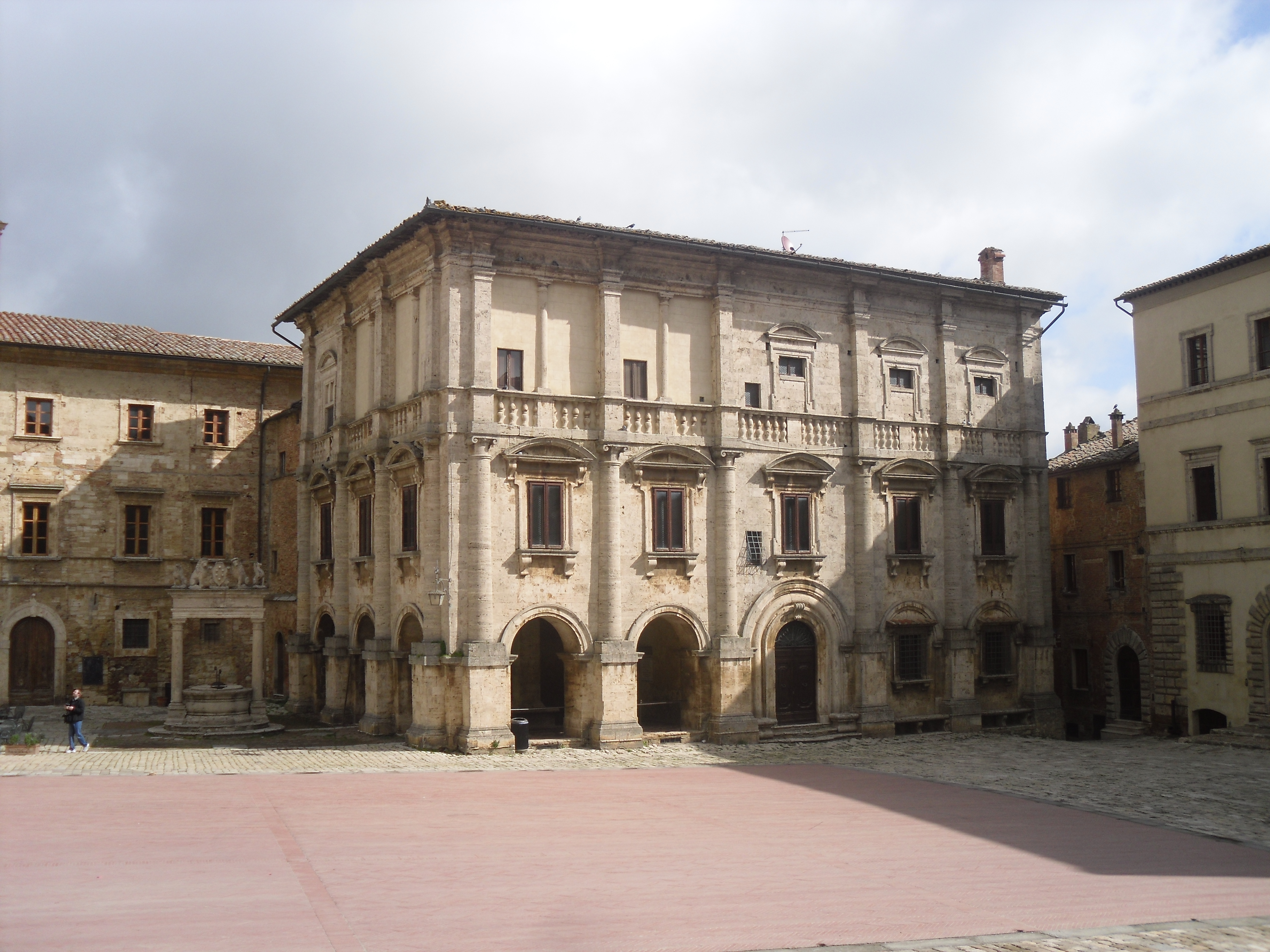
Palazzo Nobili-Tarugi.
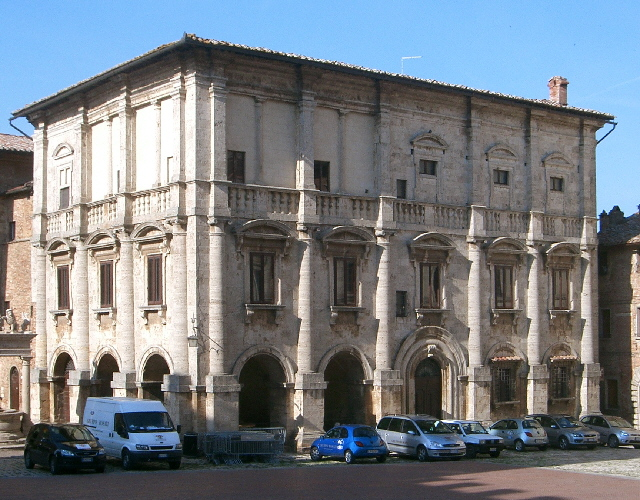
Palazzo Nobili-Tarugi.

## Pour approfondir